# لوئیز رینگینگ
لوئیز رینگینگ (انگلیسی: Louise Ringsing؛ زادهٔ ۲۰ اوت ۱۹۹۶) بازیکن فوتبال اهل دانمارک است.
از باشگاه‌هایی که در آن بازی کرده‌است می‌توان به باشگاه فوتبال بروندبی اشاره کرد.
وی همچنین در تیم‌های ملی فوتبال Denmark women's national under-16 football team, Denmark women's national under-17 football team, Denmark women's national under-19 football team، و زنان دانمارک بازی کرده‌است.